# Moldavien (Rumænien)
Moldavien (rumænsk: Moldova), også kaldet Vest Moldavien eller Rumænske Moldavien, er den historiske og geografiske del af det tidligere fyrstedømme Moldavien beliggende i det østlige og nordøstlige Rumænien. Indtil dets forening med Valakiet i 1859 omfattede Fyrstendømmet Moldavien også, på forskellige tidspunkter i sin historie, regionerne Bessarabien (med Budjak), hele Bukovina og Hertsa, hvoraf den største del af førstnævnte i dag er den uafhængige stat Moldova, mens resten af den, den nordlige del af Bukovina og Hertsa ligger i Ukraines område.
Rumænsk Moldavien består af otte distrikter, der udgør 18 % af Rumæniens territorium. Seks ud af de 8 amter udgør Rumæniens udpegede Nord-Øst udviklingsregion, mens de to sydlige amter er inkluderet i Rumæniens Syd-Øst (udviklingsregion).

## Administrativ inddeling
Regionen har et areal på 46.173 km2 og dækker 8 distrikter (rumænsk: judeţ ), i det østlige og nordøstlige Rumænien: Bacău, Botoșani, Galați, Iași, Neamț, Suceava, Vaslui og Vrancea.
Didstriktet Suceava omtales også som en del af Bukovina (den sydlige).
Den del af Moldavien, hvor Csángóerne bor, kaldes Csángó Land.

## Befolkning
Ifølge data fra Rumæniens folketælling (2011), har regionen en samlet befolkning på 4.178.694 indbyggere (20,7 % af Rumæniens befolkning), fordelt på følgende  etniske grupper:
- Rumænere (98%), romaer (1,3%), andre (0,7%);

De mest folkerige byer fra folketællingen i 2011 ( storbyområder, fra 2014):
- Iași - 290.422 (465.477 i hovedstadsområdet)
- Galați - 249.432 (323.563)
- Bacău - 144.307 (223.239)
- Botoșani - 106.847 (144.617)
- Suceava - 92.121 (144.100)
- Piatra Neamț - 85.055 (131.334)
- Focșani - 79.315 (125.699)
- Bârlad - 55.837 (91.151)
- Vaslui - 55.407
- Roman - 50.713 (98.378)

- Iași
- Galați
- Bacău
- Botoșani
- Suceava
- Piatra Neamț
- Focșani
- Bârlad
- Vaslui
- romersk
- Miclăușeni
- Comănești